# Hypena munitalis
Hypena munitalis là một loài bướm đêm thuộc họ Erebidae. Nó được tìm thấy ở Thổ Nhĩ Kỳ, Balkan và Armenia -vùng Kavkaz. Ở Levant nó được ghi nhận từ Liban và Israel.
Con trưởng thành bay vào tháng 7 tại Israel. Có hai lứa trưởng thành một năm.
Ấu trùng ăn các loài Stellaria và Vincetoxicum.